# Adaptive Server Enterprise
In informatica il Sybase SQL Server, che ha cambiato nome in Adaptive Server Enterprise (ASE) a partire dalla versione 11.5 nel 1996 per evitare confusioni con Microsoft SQL Server, è un RDBMS sviluppato dalla Sybase.
Nel 1998 fu distribuita la versione 11.9.2 di ASE con il supporto per il locking a livello di riga mentre nel 1999, con la versione 12.0, venne introdotto il supporto per Java e la gestione delle transazioni distribuite. Nel 2001 venne poi distribuita la versione 12.5 che aggiungeva funzionalità quali l'allocazione dinamica della memoria ed il supporto per XML ed SSL. L'ultima versione disponibile è la 16, distribuita ad aprile 2014.